# Магалі Лямарр
Магалі Лямарр (фр. Magalie Lamarre; нар. 24 лютого 1978) — колишня французька тенісистка.
Найвищу одиночну позицію світового рейтингу — 169 місце досягла Feb 23 1998, парну — 275 місце — Mar 30 1998 року.
Здобула 1 парний титул.
Найвищим досягненням на турнірах Великого шолома було 2 коло в одиночному та змішаному парному розрядах.

## Фінали ITF

### Одиночний розряд: 2 (0–2)
| Результат | Ранг | Дата            | Турнір                        | Покриття | Суперниця     | Рахунок       |
| --------- | ---- | --------------- | ----------------------------- | -------- | ------------- | ------------- |
| Поразка   | 1.   | 30 березня 1997 | Дінар, Франція                | Ґрунт    | Кара Блек     | 6–4, 4–6, 2–6 |
| Поразка   | 2.   | 11 травня 1997  | Лі-он-Солент, Велика Британія | Ґрунт    | Джессіка Стек | 3–6, 2–6      |

### Парний розряд: 3 (1–2)
| Результат | Ранг | Дата            | Турнір                     | Покриття | Партнерка           | Суперниці                          | Рахунок  |
| --------- | ---- | --------------- | -------------------------- | -------- | ------------------- | ---------------------------------- | -------- |
| Поразка   | 1.   | 30 березня 1997 | Дінар, Франція             | Ґрунт    | Анна-Карін Свенссон | Германа ді Натале Федеріка Фортуні | 4–6, 5–7 |
| Перемога  | 1.   | 18 травня 1997  | Ле-Туке-Парі-Плаж, Франція | Ґрунт    | Ніколь Арендт       | Лусіана Масанте Вероніка Стеле     | 6–2, 6–3 |
| Поразка   | 2.   | 30 квітня 2000  | Таланс, Франція            | Тверде   | Aurore Desert       | Северін Бельтрам Саманта Шеффель   | 2–6, 2–6 |